# Головин, Василий Иванович (драматург)
Васи́лий Ива́нович Голови́н (1796—1845) — драматург, поэт, переводчик.

## Биография
Из дворян. Воевал в составе лейб-гвардейского Драгунского полка против французов (1812―1814), неоднократно награждался. Был утверждён почётным смотрителем Новгородского уездного училища (1827), Путивльского уездного училища (1832). Получил звание камер-юнкера (1838). В 1820-е гг. служил в московской конторе Дирекции императорских театров. Был вхож в круг деятелей московского литературно-театрального мира. Способствовал поступлению М. С. Щепкина на московскую сцену (1822)..
Дебютировал как литератор (1824), поместив отрывок из поэмы «Искусство любить» в альманахе «Мнемозина» с примечанием-просьбой не путать его с  П. М. Головиным, печатающимся в журналах «Вестник Европы» и «Дамском журнале». Публикация вызвала ответную эпиграмму П. М. Головина, обидевшегося на это примечание в «Дамском журнале» (1824), после чего в течение 1824 года между «Мнемозиной» и «Дамским журналом» шла «война» за гг. Головиных». В 1824 году в связи с полемикой вокруг предисловия П. А. Вяземского к «Бахчисарайскому фонтану» А. С. Пушкина Головин написал памфлетную комедию в стихах «Писатели между собой» (поставлена ― 1826, издана ― 1827), где в сатирическом образе журналиста Лезвинского изобразил Вяземского. В 1827 году в переводе Головина была поставлена французская комическая опера-водевиль А. Дюваля «Похищенный офицер». Головин написал представление в 5 частях «Виконт Вальмор»(1838) и оперу-водевиль «Трохим Ехремович Кадура» (1842).
Член Общества любителей российской словесности (с 1827).
Похоронен под Путивлем.